# David Humphreys
David George Humphreys (Belfast, 10 settembre 1971) è un ex rugbista a 15, allenatore di rugby a 15 e avvocato britannico, già mediano d'apertura dell'Ulster e della Nazionale irlandese.

## Biografia
Cresciuto a Belfast, in Irlanda del Nord, in una famiglia interamente dedita allo sport (i suoi due fratelli, tra cui Ian Humphreys, sono anch'essi rugbisti mentre le sue due sorelle, una delle quali a livello internazionale, hockeiste su prato), David Humphreys compì gli studi universitari in giurisprudenza a Oxford, nel periodo della cui frequenza fu selezionato per la rappresentativa di rugby che disputò il Varsity Match 1995, in cui marcò tutti i punti della sua squadra (una meta trasformata, un drop e tre piazzati), che tuttavia non bastarono per evitare la sconfitta 19-21.
Tornato a Belfast fu ingaggiato come professionista dalla provincia dell'Ulster cui rimase legato per tutta la carriera a seguire fatta salva una parentesi inglese ai London Irish.
Nel corso del Cinque Nazioni 1996 Humphreys debuttò per l'Irlanda al Parco dei Principi di Parigi contro la Francia; nel 1999 fu capitano dell'Ulster che vinse la Heineken Cup e nello stesso anno fu incluso tra i convocati alla Coppa del Mondo.
Ancora con l'Ulster vinse la Celtic League 2005-06, mentre con la Nazionale prese parte anche alla Coppa del Mondo di rugby 2003 in Australia, dopo la quale fu insignito dell'onorificenza di Membro dell'Ordine dell'Impero Britannico per meriti sportivi.
Disputò i suoi ultimi incontri internazionali nel 2005, poi nella stagione seguente fu convocato ma mai schierato finché nel 2007 non annunciò formalmente il suo ritiro dagli impegni della Nazionale cui fece seguito, l'anno seguente, quello definitivo.
Humphreys vanta anche diversi inviti nei Barbarians, il primo nel 2003 contro un XV dell'Inghilterra a Londra.
Subito dopo la fine dell'attività agonistica fu ingaggiato come allenatore e manager dell'Ulster, incarico che mantenne fino al 2014, quando si dimise per assumere analogo ruolo presso la squadra di English Premiership del Gloucester; incidentalmente il cambio di squadra avvenne proprio quando suo fratello Ian aveva firmato un contratto che lo legava all'Ulster dalla stagione 2014-15, in tal modo perdendo l'occasione di allenarlo.

## Palmarès
- Heineken Cup: 1
Ulster: 1998-99
- Celtic League: 1
Ulster: 2005-06
- Celtic Cup: 1
Ulster: 2003-04